# ブドウ栽培

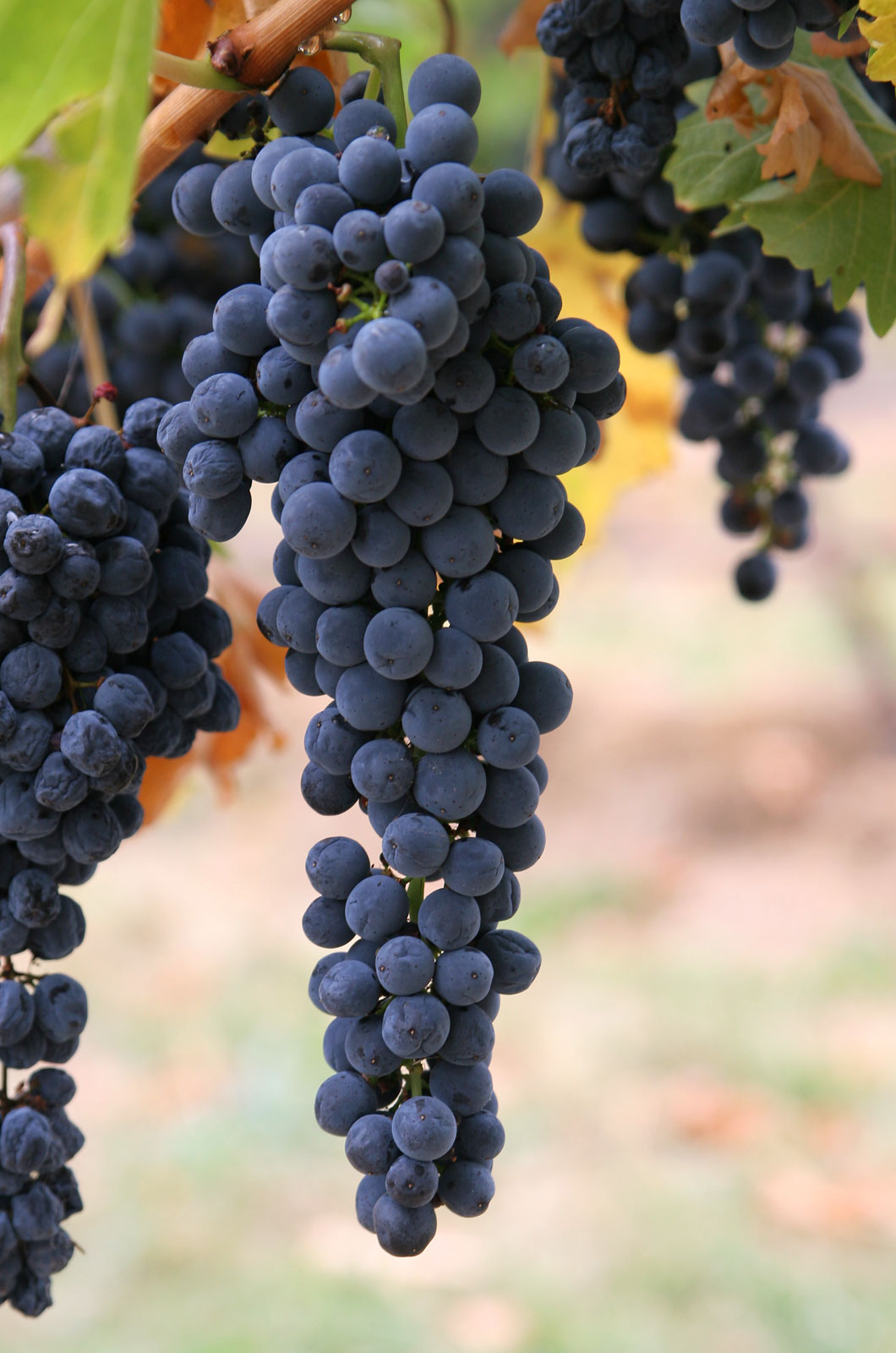
ワイン用ブドウ

ブドウ栽培（ブドウさいばい、viticulture） とは、ブドウの科学、生産、研究であり、ぶどう園で発生する一連の出来事を範囲とする。ブドウは、ワインの原料として栽培された時から、ブドウ栽培が始まり、園芸学の一分野となっている。学問分野としてはブドウ栽培学 (viticulture) とも呼ばれる。
ヨーロッパブドウ（Vitis vinifera） は、西ヨーロッパからカスピ海のペルシャ沿岸の一帯が原産地であった。 ブドウ樹には環境に対し高い適応能力があり、新しい環境下では、突然変異を発生させて適応している。そのため、ブドウ樹は、南極大陸を除くあらゆる大陸にてみられる。
ブドウ栽培農家（viticulturist）は、病害虫の確認および対処、施肥、灌水、樹冠の管理、果実の成長具合の観察および収穫、冬季の剪定の作業を行っている。ブドウ園の管理とブドウの出来がワイン醸造を開始できるかどうかにかかわるので、ワインの生産者は、ブドウ農家とは親密な関係であろうと志向するが、ブドウ農家にはワインを避けて生食用途などへ出荷する選択肢がある。

## 歴史
ブドウ栽培の歴史は、新石器時代ごろから野生のブドウを栽培し、それからワインを作っているとの証拠があることからワインの歴史と密接に関係している。 コーカサス山脈南麓に位置する現在のジョージア領内にて最古のヨーロッパブドウ（Vitis vinifera）栽培の証拠がある。紀元前3000年の青銅器時代ごろには近東にてブドウ栽培が始まったとの証拠が見つかっている。
ブドウ栽培を開始して間もない頃は、果実をつけることのない雄木と、雄木が近くにないと受粉し実をつけない雌木とがある（雌雄異株）ものより、両性花の性質をもつVitis viniferaが好まれた。自家受粉の能力により、両性花の性質を持つブドウ種は、一貫して子孫に受け継がれた。 
紀元前5世紀末ごろ、ギリシア人の歴史学者であるトゥキディデスはこう書き残した。
| 「 | 地中海の住民は、オリーブとブドウの栽培を学んだときから、文明を手に入れた （The people of the Mediterranean began to emerge from barbarism when they learnt to cultivate the olive and the vine.) | 」 |

トゥキディデスが参照にしていた時代は、おそらく紀元前3000年から2000年ぐらいであろう。その時代ブドウ栽培は、小アジアからギリシア、エーゲ海一帯に限られていた。この時代、ブドウは、地産地消の作物から、重要な交易品へと変化していった 。

### ローマ時代のブドウ栽培
紀元前1200年から900年にかけて、フェニキア人は、後のカルタゴにてブドウ栽培を発展させた。紀元前500年ごろ、カルタゴの作家であるマゴ（Mago)は、このブドウ栽培を28冊の書物に記録し、それが、第三次ポエニ戦争にてローマ軍がカルタゴを壊滅させた際でも喪失を逃れた数少ない業績の一つである。ローマの政治家であるマルクス・ポルキウス・カト・ケンソリウスは、それらの書物に刺激され、紀元前160年ごろ、ローマのブドウ栽培と農業を唱えた『農業論』を記載した。ローマの作家であるコルメラ（Columella）は、西暦65年にローマのブドウ栽培についての詳細な記録を De Re Rusticaという12冊の書物にまとめた。 コルメラの功績は、ブドウ樹の棚仕立てを提唱した最初の一人であった。 コルメラは、他の樹木の幹にブドウ樹を巻き付かせてるという従来の方法をよりも杭に巻き付かせる方法を提唱した。この方法をとると、ブドウの葉に日光がよく差し込むようにするため収穫後に行われる剪定作業を行うため、樹木に上る必要がなくなり、それによる危険性も最小限に抑える事ができるという利点があるからである。
ローマ帝国の領土が西ヨーロッパへ拡大するにつれ、ローマのブドウ栽培も広がり、現在、世界でワインの生産地として有名な地域 - リオハ（スペイン）、モーゼル（ドイツ）、ボルドー、ブルゴーニュ、ローヌ（フランス）でもブドウ栽培が始まった。ローマのブドウ栽培農家は、切り立った斜面がブドウ栽培の理想な場所であるとした。というのも、冷たい空気は斜面を下った後、谷底に溜まるからである。冷たい空気は、ブドウ栽培にとってよい面もあるが、多すぎるとブドウの光合成に必要な温度を奪うことになり、また冬期の霜害の増加につながる。

### 中世ヨーロッパのブドウ栽培
中世の時代、カトリックの修道士 (とりわけシトー派の修道院) が、最も有力なブドウ栽培農家であった。この頃、フランスでは分益農法が行われており、労働者 (Prendeur) が地主（Bailleur)から合意のもとでブドウ栽培を営んでいた。大半の場合、 労働者には、栽培する作物の選択、ブドウ園の開発についての柔軟性があった。
この時代のブドウ栽培は、18世紀までにヨーロッパのブドウの主要な産地となった。特定の地域で最も安定的に収穫が出来るようブドウの品種に関する研究が盛んに進んだ。ブドウの生産量よりブドウの品質を向上させるための剪定作業は、主にシトー派の修道院で行われ始めたが、質の良いワインを要求する裕福な地主と売ることの出来るワインの量で日々の生活を営んでいる労働者との利害関係が発生した。1435年のカッツェンエルンボーゲン伯ヨーハン4世（de）の功績により、リースリングは、質の良いワインとなった。
ブルゴーニュ地方では、シトー派の修道士は、同じ品質のワインが生産できる均一の区画の土地をcruという概念で区分けした。コート＝ドール県のような領域では、修道士は土地をブドウ園ごとに区分けした。

## ブドウ樹の生長
世界の大多数のワイン生産地域は、北緯あるいは南緯30度から50度の温帯に存在している 。 これらの地帯では、年間平均気温は10～20℃である。 広大な水域と山脈が存在していることが気候やブドウにプラスの効果をもたらしている。 近くの湖や川は、水が昼間に溜め込んだ熱を夜間放出することにより、気温が急激に低下するのを防ぎ、ブドウを保護する働きをもたらす。
ワイン造りに適したブドウの生産には、年間約1,300～1,500時間の日照時間と690ミリメートルの降雨が必要である。ブドウにとって理想的な気候は、降雨の大部分が冬春の数ヶ月間にあることである。収穫期に降雨があると、カビの病気や裂果の危険がある。 生育期間中の最適な天候は、長く暑い夏であり、そのような気候では、完全に熟成し、酸と糖のバランスがよくとれたブドウを収穫することができる。
地形は大変重要な要素であり、平坦な地形よりも丘陵や斜面地がブドウ栽培にとって好ましいとされている。斜面に生育するブドウは、日光が垂直に当たり、平坦な地形より多く日光を受ける事が出来る。また、斜面地では、水はけがよく、土壌の水分が多くなりすぎることを未然に防ぐことができる。北半球の寒冷地では、南向きの斜面は太陽光を多くの時間受けとることができるので好ましい。一方、温暖地では、北向きの斜面が適している（南半球では、その逆）。

### 仕立て
ブドウの仕立て方には、垣根仕立て、棒仕立て、株仕立て、棚仕立てなどがある。

### ブドウ栽培の障害

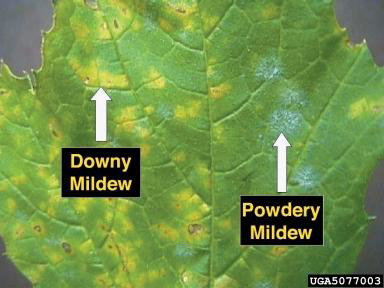
ブドウの葉で発生したべと病(Downy mildew)とうどんこ病(Powdery mildew)の例

ブドウ栽培において、数多くの障害がある。それらはワインの品質の低下、あるいはブドウ樹の枯死につながることもある。ブドウ樹が開花期には、強風や雹（ひょう）のような天候を大変恐れる。その期間の低温は、無核果や、果粒の大きさの変化(millerandage)をもたらす。また逆に温度が高すぎると、脱粒や果粒がじゅうぶん成長しない障害(Coulure)が発生する。
ブドウ栽培に障害をもたらす事例
- べと病
- うどんこ病
- 霜害
- ウドンコカビ病
- フィロキセラ（ブドウネアブラムシ）
- ウイルス病

## グリーンハーベスト

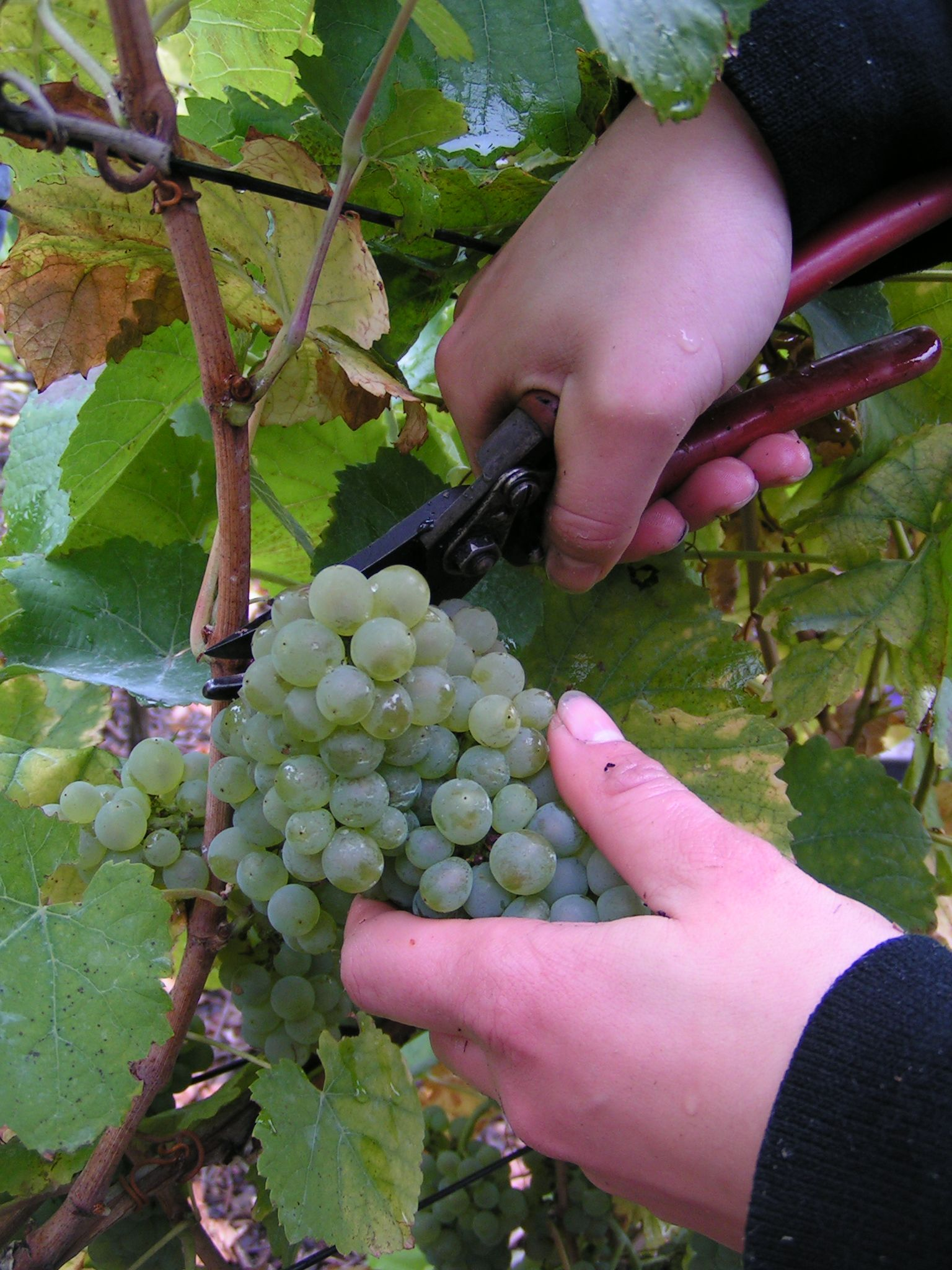
手作業によるブドウの収穫

グリーンハーベストとは、収量を減少させる目的のために、果房を未熟な状態で収穫すること（間引き）である。フランス語で「vendange verte」として知られている。 グリーンハーベストは、高級ワインを生産するために行われることが多い、比較的近代的な習慣である。まだ緑色で小さく未熟なブドウを撤房（摘果）し、残った果房に光合成で得たエネルギーを注ぎ込ませる。そうすることで、よく成熟し、風味が十分あるブドウを収穫することができる。それを行わないと、風味が薄く、未熟なブドウができることになる。
伝統的なワイン生産地として有名な地域には、過剰な樹勢を抑制する自然条件がある。例として、ボルドー、ブルゴーニュ、リオハは、冷涼な気候で降雨がわずかで、礫質の土壌である。これらの地域では、人の手を入れなくとも過剰にブドウが実ることはない。しかし、肥沃な土壌、豊富な日光、灌漑設備のある地域では、ブドウが過剰にできる傾向にある。ブドウが過剰に生産されることを防ぐ一つの解決策が、グリーンハーベストである。着果後、ブドウ畑から生産されるブドウの量を推定することができる。ブドウ栽培農家は目標収量を、エーカー当たりのトン数、またはヘクタール当たりヘクトリットル数で測定している。ブドウ房はほぼ適正量を残して撤房される。
ヨーロッパにおいて、多くのアペラシオン（英語: Appellation）（限定された生産地のこと）では、指定された地域からの収量が制限されているので、余剰作物の存在はグリーンハーベストを実行するより大きな動機付けとなる。何故なら多くの場合、収量制限を超過した分は、ワインではなく、工業用アルコールの原料として過小な値段で販売されることになるからである。
ブドウの品質の向上を目的としたブドウの収穫、すなわちグリーンハーベストは、カリフォルニア州のようなブドウが簡単に育つ地域で最近増加している。

## フィールドブレンド

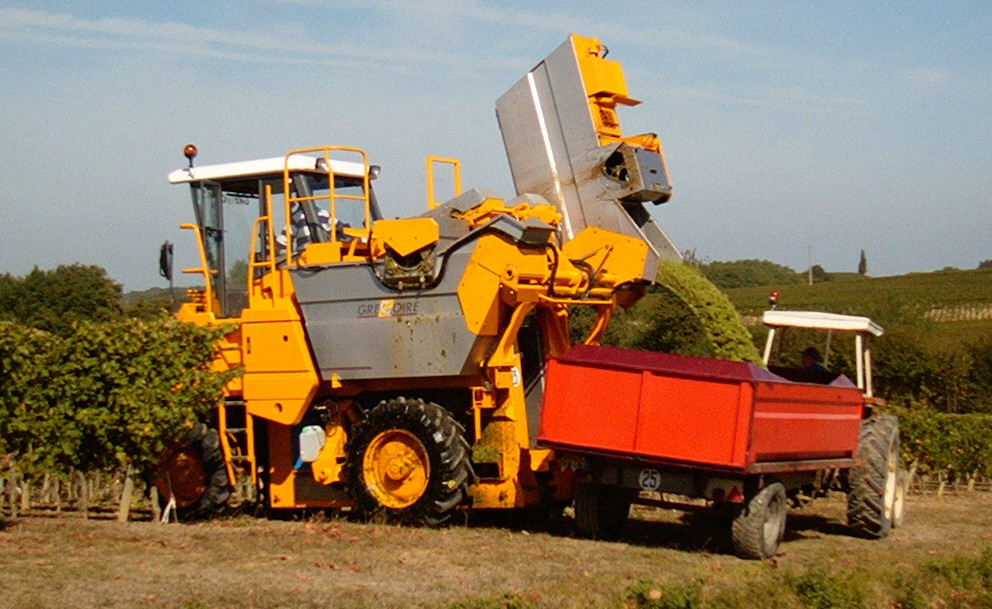
フランスのコート·ド·デュラスでの機械によるソーヴィニヨン·ブランの収穫

フィールドブレンドとは、同じブドウ園に植えられた2種以上の異なるブドウ品種から生産されたワインのこと。かつて、厳密な品種識別が行われるようになる前、まして、クローン選択説が認められるようになるまでは、ブドウ畑は、別のブドウ畑から採ってくる（接ぎ木する）ことで、その遺伝子構造をほぼコピーすることによって植栽されることが少なくなかった。これは一本のブドウの木が、ジンファンデル (Zinfandel) と次にはカリニャン（Carignan）に成り得ることを意味する。さまざまな品種を個別に醸造するだけの余分な設備を持たずにワインを作る場合には、柔軟性には欠けるものの、フィールドブレンドによるブレンドが簡便であった。
発酵タンクは、現在ではフィールドブレンドが時代遅れとなるほど安価となり、ほとんどすべてのワインが、より小さい個々のロットからのブレンド（Cuvée）によって組み立てられている。一方で、カリフォルニアでは、最も古い（そして最も収量の少ない）ジンファンデルは、フィールドブレンドされたブドウ園から収穫されている。リッヂ・ヴィンヤード（英語: Ridge Vineyards）（カリフォルニアの国際的評価のあるワイナリー）が、ソノマ郡に所有するリットン・スプリングス・ブドウ園は、1900年から1905年にかけて植栽されたもので、同ワイナリーが言う所の「伝統的なフィールドブレンドは、約70％のジンファンデル、20％のプチシラー（英語: Petite Sirah）、10％のグルナッシュとカリニャン」に従ったもの。
ドイツのワインであるゲミシュター・サッツ（ドイツ語: Gemischter Satz）は、さまざまな品種のブドウが植えられ収穫され、一緒に醸造されるという点でフィールド·ブレンドと同等である。古い時代には、これが一般的であったが、現在ではほぼ行われていない。しかしながら、ゲミシュター・サッツは、現在ウィーンの特産品となっている。

## 参照書籍
- Echikson, Tom. Noble Rot. NY: Norton, 2004.
- McCoy, Elin. The Emperor of Wine. NY: HarperCollins, 2005.
- Abu-Hamdeh, N.H.  2003.  Compaction and subsoiling effects on corn growth and soil bulk density.  Soil Society of America Journal.  67:1213-1219.
- Conradie, W.J., J.L.Van Zyl, P.A. Myburgh.  1996. Effect of soil preparation depth on nutrient leaching and nutrient uptake by young Vitis vinifera L.cv Pinot noir.  South African Journal of Enol. Vitic.  17:43-52.
- Dami, I.E., B. Bordelon, D.C. Ferree, M. Brown, M.A. Ellis, R.N. William, and D. Doohan.  2005.  Midwest Grape Production Guide.  The Ohio State Univ. Coop.   Extension. Service. Bulletin. 919-5.
- Kurtural, S.K.  2007.  Desired Soil Properties for Vineyard Site Selection. University of Kentucky Cooperative Extension Service.  HortFact – 31- 01.
- Kurtural, S.K.  2007.  Vineyard Design.  University of Kentucky Cooperative Extension Service.  HortFact – 3103.
- Kurtural, S.K.  2007.  Vineyard Site Selection.  University of Kentucky Cooperative Extension Service.  HortFact – 31-02.
- John Phin|Phin, John. 1862 (still in print).  Open Air Grape Culture : A Practical Treatise On the Garden and Vineyard Culture of the Vine, and the Manufacture of Domestic Wine Designed For the Use of Amateurs and Others.
- Schonbeck, M.W. 1998.  Cover Cropping and Green Manuring on Small Farms in New England and New York. Research Report #10, New Alchemy Institute, 237 Hatchville Rd.  Falmouth, MA 02536.
- Tesic, Dejan, M. Keller, R.J. Hutton.  2007.  Influence of Vineyard Floor Management Practices on Grapevine Vegetative Growth, Yield, and Fruit Composition.  American Journal of Enol. Vitic.  58:1:1-11.
- Zabadal, J.T. Anderson, J.A.  Vineyard Establishment I – Preplant Decisions.  MSU Extension Fruit Bulletins – 26449701.  1999.
- Tesic, Dejan, M. Keller, R.J. Hutton.  Influence of Vineyard Floor Management Practices on Grapevine Vegetative Growth, Yield, and Fruit Composition.  American Journal of Enol. Vitic.  58:1:1-11.  2007.